# Belkin-Pro Cycling Team/2014
Deze pagina geeft een overzicht van de Belkin Pro Cycling wielerploeg in  2014.

## Algemeen
| Sponsor             | Belkin                                                                              |
| Algemeen manager    | Richard Plugge                                                                      |
| Teammanagers        | Nico Verhoeven, Merijn Zeeman, Louis Delahaye                                       |
| Ploegleiders        | Jan Boven, Erik Dekker, Michiel Elijzen, Frans Maassen                              |
| Fietsmerk           | Bianchi                                                                             |
| Materiaal en banden | Shimano, Vittoria                                                                   |
| Kleding             | Santini SMS                                                                         |
| Budget              | ±12 miljoen euro                                                                    |
| Kopmannen           | Lars Boom, Theo Bos, Robert Gesink, Bauke Mollema, Wilco Kelderman en Sep Vanmarcke |

## Transfers
| Inkomend                     | Team 2013                 | Uitgaand          | Team 2014               |
| ---------------------------- | ------------------------- | ----------------- | ----------------------- |
| Nick van der Lijke           | Rabobank Development Team | Mark Renshaw      | Omega Pharma-Quick-Step |
| Barry Markus                 | Vacansoleil-DCM           | Tom-Jelte Slagter | Team Garmin-Sharp       |
| Jonathan Hivert              | Sojasun                   | Luis León Sánchez | Caja Rural-Seguros RGA  |
| Martijn Keizer (vanaf 25-02) | Vacansoleil-DCM           |                   |                         |

## Renners
| Naam                         | Geboortedatum | Nationaliteit | Ploeg 2013                | Contract t/m | Ploeg 2015                   |
| ---------------------------- | ------------- | ------------- | ------------------------- | ------------ | ---------------------------- |
| Jack Bobridge                | 13-07-1989    | Australië     | Blanco Pro Cycling        | 2014         | Team Budget Forklifts        |
| Jetse Bol                    | 08-09-1989    | Nederland     | Blanco Pro Cycling        | 2014         | Cyclingteam De Rijke         |
| Lars Boom                    | 30-12-1985    | Nederland     | Blanco Pro Cycling        | 2014         | Astana                       |
| Theo Bos                     | 22-08-1983    | Nederland     | Blanco Pro Cycling        | 2014         | MTN-Qhubeka                  |
| Graeme Brown                 | 09-04-1979    | Australië     | Blanco Pro Cycling        | 2014         | Drapac                       |
| Stef Clement                 | 24-09-1982    | Nederland     | Blanco Pro Cycling        | 2014         | IAM Cycling                  |
| Rick Flens                   | 11-04-1983    | Nederland     | Blanco Pro Cycling        | 2015         | TEAMLottoNL                  |
| Juan Manuel Gárate           | 24-04-1976    | Spanje        | Blanco Pro Cycling        | 2014         | gestopt                      |
| Robert Gesink                | 31-05-1986    | Nederland     | Blanco Pro Cycling        | 2016         | TEAMLottoNL                  |
| Marc Goos                    | 30-11-1990    | Nederland     | Blanco Pro Cycling        | 2016         | TEAMLottoNL                  |
| Jonathan Hivert              | 23-03-1985    | Frankrijk     | Sojasun                   | 2014         | Bretagne-Seché               |
| Moreno Hofland               | 31-08-1991    | Nederland     | Blanco Pro Cycling        | 2016         | TEAMLottoNL                  |
| Martijn Keizer (vanaf 25-02) | 25-03-1988    | Nederland     | Vacansoleil-DCM           | 2016         | TEAMLottoNL                  |
| Wilco Kelderman              | 25-03-1991    | Nederland     | Blanco Pro Cycling        | 2016         | TEAMLottoNL                  |
| Steven Kruijswijk            | 07-06-1987    | Nederland     | Blanco Pro Cycling        | 2016         | TEAMLottoNL                  |
| Tom Leezer                   | 26-12-1985    | Nederland     | Blanco Pro Cycling        | 2015         | TEAMLottoNL                  |
| Barry Markus                 | 17-07-1991    | Nederland     | Vacansoleil-DCM           | 2015         | TEAMLottoNL                  |
| Paul Martens                 | 26-10-1983    | Duitsland     | Blanco Pro Cycling        | 2015         | TEAMLottoNL                  |
| Bauke Mollema                | 26-11-1986    | Nederland     | Blanco Pro Cycling        | 2014         | Trek Factory Racing          |
| Lars Petter Nordhaug         | 14-05-1984    | Noorwegen     | Blanco Pro Cycling        | 2014         | Team Sky                     |
| Bram Tankink                 | 03-12-1978    | Nederland     | Blanco Pro Cycling        | 2016         | TEAMLottoNL                  |
| David Tanner                 | 30-09-1984    | Australië     | Blanco Pro Cycling        | 2014         | IAM Cycling                  |
| Laurens ten Dam              | 13-11-1980    | Nederland     | Blanco Pro Cycling        | 2015         | TEAMLottoNL                  |
| Maarten Tjallingii           | 05-11-1977    | Nederland     | Blanco Pro Cycling        | 2015         | TEAMLottoNL                  |
| Nick van der Lijke           | 23-09-1991    | Nederland     | Rabobank Development Team | 2015         | TEAMLottoNL                  |
| Jos van Emden                | 18-02-1985    | Nederland     | Blanco Pro Cycling        | 2016         | TEAMLottoNL                  |
| Dennis van Winden            | 02-12-1987    | Nederland     | Blanco Pro Cycling        | 2014         | Synergy Baku Cycling Project |
| Sep Vanmarcke                | 28-07-1988    | België        | Blanco Pro Cycling        | 2016         | TEAMLottoNL                  |
| Robert Wagner                | 17-04-1983    | Duitsland     | Blanco Pro Cycling        | 2016         | TEAMLottoNL                  |
| Maarten Wynants              | 13-05-1982    | België        | Blanco Pro Cycling        | 2016         | TEAMLottoNL                  |
| Stagiair                     |               |               |                           |              |                              |
| Martijn Tusveld              | 09-09-1993    | Nederland     | Rabobank Development Team |              |                              |

## Overwinningen
| Australische Kampioenschap Ploegenachtervolging Winnaar: Jack Bobridge (met Luke Davison, Alexander Edmondson en Glenn O'Shea) Ruta del Sol 4e etappe: Moreno Hofland Ronde van Langkawi 2e etappe: Theo Bos 7e etappe: Theo Bos 8e etappe: Theo Bos 9e etappe: Theo Bos Parijs-Nice 2e etappe: Moreno Hofland Ronde van Catalonië 6e etappe: Stef Clement Bergklassement: Stef Clement Volta Limburg Classic Winnaar: Moreno Hofland Ronde van Noorwegen 3e etappe: Sep Vanmarcke 4e etappe: Bauke Mollema World Ports Classic Eindklassement: Theo Bos Puntenklassement: Theo Bos Ronde van België 5e etappe: Paul Martens Ronde van Zeeland Seaports Winnaar: Theo Bos | Critérium du Dauphiné Jongerenklassement: Wilco Kelderman Ronde van Zwitserland Ploegenklassement Ronde van Frankrijk 5e etappe: Lars Boom Ronde van Utah 1e etappe: Moreno Hofland 3e etappe: Moreno Hofland Ronde van Polen 3e etappe: Theo Bos Arctic Race of Norway 1e etappe: Lars Petter Nordhaug Eindklassement:Steven Kruijswijk Ronde van Alberta 3e etappe: Sep Vanmarcke 4e etappe: Theo Bos Eurométropole Tour 3e etappe: Theo Bos Ronde van Hainan 1e etappe: Moreno Hofland |

Mannen: 1984 · 1985 · 1986 · 1987 · 1988 · 1989 · 1990 · 1991 · 1992 · 1993 · 1994 · 1995 · 1996 · 1997 · 1998 · 1999 · 2000 · 2001 · 2002 · 2003 · 2004 · 2005 · 2006 · 2007 · 2008 · 2009 · 2010 · 2011 · 2012 · 2013 · 2014 · 2015 · 2016 · 2017 · 2018 · 2019 · 2020 · 2021 · 2022 · 2023 · 2024 · 2025
Lijst van alle renners
Vrouwen: 2021 · 2022 · 2023 · 2024 · 2025
AG2R-La Mondiale · Astana · Belkin Pro Cycling · BMC Racing Team · Cannondale Pro Cycling Team · Team Europcar · FDJ · Garmin Sharp · Giant-Shimano · Katjoesja · Lampre-Merida · Lotto-Belisol · Team Movistar · Omega Pharma-Quick-Step · Orica-GreenEdge · Team Sky · Tinkoff-Saxo · Trek Factory Racing